# Hazel Hotchkissová Wightmanová
Hazel Hotchkissová Wightmanová (20. prosince 1886, Healdsburg, Kalifornie – 5. prosince 1974, Newton, Massachusetts) byla americká tenistka, dvojnásobná olympijská vítězka z Letních olympijských her 1924 v Paříži a čtyřnásobná šampiónka na US Championships ve dvouhře.
Americkému ženskému tenisu dominovala v éře před první světovou válkou a představovala vzor příkladného sportovního chování. Ve Spojených státech vyhrála celkově čtyřicet pět turnajů, poslední v šedesáti osmi letech. Na US Championships si připsala šestnáct titulů, z toho čtyři singlové (1909–11, 1919). Devět z nich získala ve třech po sobě jdoucích letech 1909–1911, kdy dokázala vyhrát všechny soutěže hrané ženami – dvouhru a ženskou a smíšenou čtyřhru.
Za svou dlouhodobou propagaci tenisu a dosažené výsledky získala přezdívky Královna matka amerického tenisu (Queen Mother of American Tennis) a Tenisová dáma (Lady Tennis). Podílela se také na vzniku vzájemných střetnutí amerického a britského ženského týmu známého pod názvem Wightman Cup, jehož první ročník proběhl v roce 1923 a byl hrán do roku 1989.
Jako první tenista historie zahrála na nejvyšší úrovni tzv. zlatý set, když na turnaji Washington State Championships 1910 nedovolila krajance Huiskampové uhrát ani jeden míč v sadě. Stejný výkon zopakovala i ve druhém setu. Jedná se o jediný známý zápas, v němž vítěz vyhrál všechny výměny duelu.

## Biografie
V roce 1886 se narodila v kalifornském Healdsburgu a roku 1912 se provdala za George Wightmana pocházejícího z Bostonu. Z manželství vzešlo pět potomků. Zemřela v roce 1974 v massachusettském Newtonu.
Život po aktivní kariéře věnovala výuce tenisových talentů, v jím založeném klubu blízko bostonského bydliště Longwood Cricket Club. V roce 1973 ji anglická královna Alžběta II. udělila vyznamenání Řád britského impéria.
Podle Tenisové asociace USA patřila v žebříčku vydávaném na konci roku mezi deset nejlepších hráček v letech 1915, 1918 a 1919 a v roce 1919 se stala jedničkou (žebříčky vydávány od roku 1913).
Kniha First Lady of Tennis mapuje život Wightmanové.
V zápase proti Huiskampové (křestní jméno neznámé) na turnaji Washington State Championships 1910 neztratila ani jeden míček.

## Přehled výsledků a ocenění
- 17 grandslamů – 4 ve dvouhře, 7 v ženské čtyřhře a 6 ve smíšené čtyřhře
- dvojnásobná olympijská vítězka: 1924 v ženské a smíšené čtyřhře
- vítězka v ženské čtyřhře na halovém mistrovství US Indoor Championships: 1919, 1921, 1924, 1927–1931, 1933, 1943
- finalistka v ženské čtyřhře na US Indoor Championships: 1923, 1926, 1932, 1941, 1946
- vítězka ve smíšené čtyřhře na US Indoor Championships: 1923, 1924, 1926–1928
- vítězka v ženské čtyřhře na turnaji US Grass Court Championships (pro hráče nad 40 let): 1940–1942, 1944, 1946–1950, 1952, 1954
- členka amerického týmu ve Wightman Cupu: 1923, 1924, 1927, 1929, 1931
- kapitánka amerického týmu ve Wightman Cup: 1923, 1924, 1927, 1929, 1931, 1933, 1935, 1937–1939, 1946–1948
- autorka knihy Better Tennis
- trenérka několika významných tenistek jako byly Sarah Palfreyová Cookeová, Helen Willsová Moodyová a Helen Jacobsová
- uvedení do Mezinárodní tenisové síně slávy: 1957
- Řád britského impéria 1973
- uvedení do Mezinárodní síně slávy ženského sportu: 1986
- první oceněná v ženské síni slávy sportovkyň na University of California

## Finále na Grand Slamu a LOH

### Dvouhra (5)

#### Vítězka (4)
|   | Datum      | Turnaj                 | kat.      | ($) | Povrch | Finalistka                | Výsledek       |
| 1 | 21/06/1909 | US Champ’s, Filadelfie | grandslam |     | tráva  | Maud Bargerová Wallachová | 6-0, 6-1       |
| 2 | 20/06/1910 | US Champ’s, Filadelfie | grandslam |     | tráva  | Louise Hammondová         | 6-4, 6-2       |
| 3 | 11/06/1911 | US Champ’s, Filadelfie | grandslam |     | tráva  | Florence Suttonová        | 8-10, 6-1, 9-7 |
| 4 | 1919       | US Champ’s, Filadelfie | grandslam |     | tráva  | Marion Zindersteinová     | 6-1, 6-2       |

#### Finalistka (1)
|   | Datum      | Turnaj                 | Kat.      | ($) | Povrch | Vítězka            | Výsledek      |
| 1 | 07/06/1915 | US Champ’s, Filadelfie | grandslam |     | tráva  | Molla Bjurstedtová | 4-6, 6-2, 6-0 |

### Ženská čtyřhra (10)

#### Vítězka (8)
|   | Datum      | Turnaj                | Kat.      | ($) | Povrch | Spoluhráčka       | Finalistky                              | Výsledek      |
| 1 | 21/06/1909 | US Champ’s Filadelfie | grandslam |     | tráva  | Edith Rotchová    | Dorothy Greenová Louise Moyesová        | 6-1, 6-1      |
| 2 | 20/06/1910 | US Champ’s Filadelfie | grandslam |     | tráva  | Edith Rotchová    | Adelaide Browningová Edna Wildeyová     | 6-4, 6-4      |
| 3 | 11/06/1911 | US Champ’s Filadelfie | grandslam |     | tráva  | Eleonora Searsová | Dorothy Greenová Florence Suttonová     | 6-4, 4-6, 6-2 |
| 4 | 07/06/1915 | US Champ’s Filadelfie | grandslam |     | tráva  | Eleonora Searsová | Helen McLeanová Augusta Bradleyová      | 10-8, 6-2     |
| 5 | 13/04/1924 | LOH Paříž             |           |     | antuka | Helen Willsová    | Phyllis Howkinsová Kitty McKaneová      | 7-5, 8-6      |
| 6 | 23/06/1924 | Wimbledon Londýn      | grandslam |     | tráva  | Helen Willsová    | Phyllis Howkinsová Kitty McKaneová      | 6-4, 6-4      |
| 7 | 11/08/1924 | US Champ’s Queens     | grandslam |     | tráva  | Helen Willsová    | Eleanor Gossová Marion Zindersteinová   | 6-4, 6-3      |
| 8 | 20/08/1928 | US Champ’s Queens     | grandslam |     | tráva  | Helen Willsová    | Edith Crossová Anna McCuneová Harperová | 6-2, 6-2      |

#### Finalistka (2)
|   | Datum      | Turnaj                | Kat.      | ($) | Povrch | Vítězky                               | Spoluhráčka       | Výsledek      |
| 1 | 1919       | US Champ’s Filadelfie | grandslam |     | tráva  | Marion Zindersteinová Eleanor Gossová | Eleonora Searsová | 10-8, 9-7     |
| 2 | 13/08/1923 | US Champ’s Queens     | grandslam |     | tráva  | Kitty McKaneová Phyllis Howkinsová    | Eleanor Gossová   | 2-6, 6-2, 6-1 |

### Smíšená čtyřhra (9)

#### Vítězka (7)
|   | Datum      | Turnaj                | Kat.      | ($) | Povrch | Spoluhráč          | Finalisté                              | Výsledek |
| 1 | 21/06/1909 | US Champ’s Filadelfie | grandslam |     | tráva  | Wallace F. Johnson | Louise Hammondová Raymond Little       | 6-2, 6-0 |
| 2 | 20/06/1910 | US Champ’s Filadelfie | grandslam |     | tráva  | Joseph Carpenter   | Edna Wildeyová Morris Tilden           | 6-2, 6-2 |
| 3 | 11/06/1911 | US Champ’s Filadelfie | grandslam |     | tráva  | Wallace F. Johnson | Edna Wildeyová Morris Tilden           | 6-4, 6-4 |
| 4 | 07/06/1915 | US Champ’s Filadelfie | grandslam |     | tráva  | Harry Johnson      | Molla Bjurstedtová Irving Wright       | 6-0, 6-1 |
| 5 | 17/06/1918 | US Champ’s Filadelfie | grandslam |     | tráva  | Irving Wright      | Molla Bjurstedtová Fred Alexander      | 6-2, 6-3 |
| 6 | 13/09/1920 | US Champ’s Filadelfie | grandslam |     | tráva  | Wallace F. Johnson | Molla Bjurstedt Craig Biddle           | 6-4, 6-3 |
| 7 | 13/04/1924 | LOH Paříž             |           |     | antuka | Richard Norris     | Marion Zindersteinová Vincent Richards | 6-2, 6-3 |

#### Finalistka (2)
|   | Datum      | Turnaj            | Kat.      | ($) | Povrch | Vítězové                       | Spoluhráč    | Score         |  |
| 1 | 1926       | US Champ’s Queens | grandslam |     | tráva  | Elizabeth Ryanová Jean Borotra | René Lacoste | 6-4, 7-5      |  |
| 2 | 22/08/1927 | US Champ’s Queens | grandslam |     | tráva  | Eileen Bennettová Henri Cochet | René Lacoste | 6-2, 6-0, 6-3 |  |

## Chronologie výsledků ve dvouhře na Grand Slamu
| Turnaj            | 1909  | 1910  | 1911  | 1912 – 1914 | 1915  | 1916 – 1918 | 1919  | 1920  | 1921  | 1922  | 1923  | 1924  | 1925  | 1926  | 1927  | 1928  | Celkově SR |
| ----------------- | ----- | ----- | ----- | ----------- | ----- | ----------- | ----- | ----- | ----- | ----- | ----- | ----- | ----- | ----- | ----- | ----- | ---------- |
| Australian Champs | NH    | NH    | NH    | NH          | NH    | NH          | NH    | NH    | NH    | A     | A     | A     | A     | A     | A     | A     | 0 / 0      |
| French Champs*    | R     | R     | R     | A           | NH    | NH          | NH    | A     | A     | A     | A     | NH    | A     | A     | A     | A     | 0 / 0      |
| Wimbledon         | A     | A     | A     | A           | NH    | NH          | A     | A     | A     | A     | A     | 3R    | A     | A     | A     | A     | 0 / 1      |
| US Champs         | W     | W     | W     | A           | F     | A           | W     | A     | A     | A     | A     | A     | A     | 3R    | 1R    | QF    | 4 / 8      |
| SR                | 1 / 1 | 1 / 1 | 1 / 1 | 0 / 0       | 0 / 1 | 0 / 0       | 1 / 1 | 0 / 0 | 0 / 0 | 0 / 0 | 0 / 0 | 0 / 1 | 0 / 0 | 0 / 1 | 0 / 1 | 0 / 1 | 4 / 9      |

| Legenda | Legenda                                   | Legenda | Legenda                     |
| ------- | ----------------------------------------- | ------- | --------------------------- |
| SR      | poměr vyhraných turnajů ku všem odehraným | W–L V–P | výhry–prohry                |
| NH      | daný rok se turnaj nekonal                | A       | turnaje se hráč nezúčastnil |
| 1Q / LQ | prohra v (kole) kvalifikace               | 1k / 1R | prohra v daném kole turnaje |
| QF / ČF | prohra ve čtvrtfinále                     | SF      | prohra v semifinále         |
| F       | prohra ve finále                          | Vítěz   | vítězství v turnaji         |